# Liste von Persönlichkeiten der Universität Greifswald

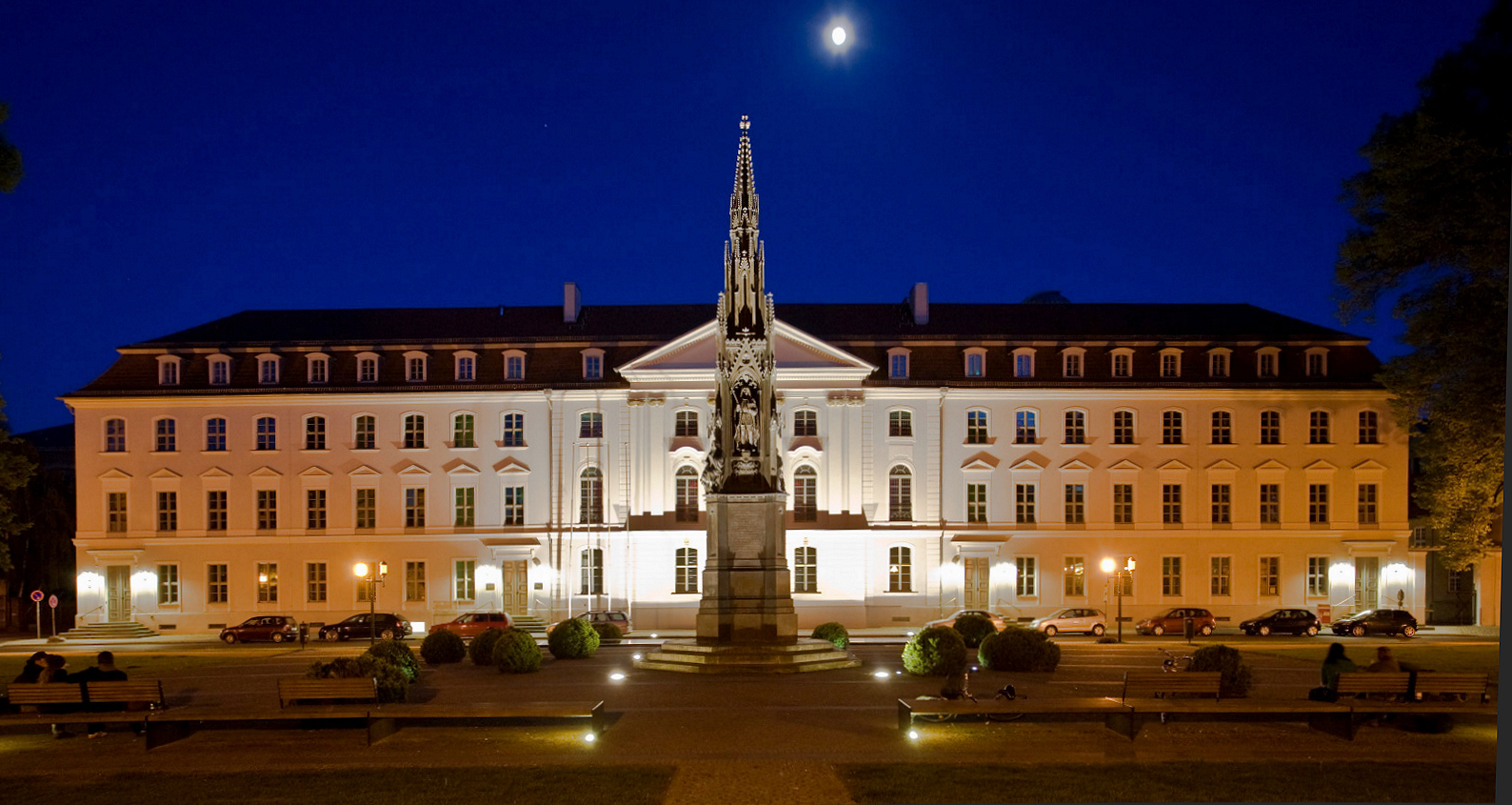
Die Alma Mater Gryphiswaldensis (gegründet 1456) in Greifswald, Deutschland.

Diese Liste von Persönlichkeiten der Universität Greifswald enthält namhafte ehemalige und gegenwärtige Studenten und Mitarbeiter, welche sich seit dem Jahre 1456 bis hinein in die Gegenwart an der Universität Greifswald verdingten.

## Nobelpreisträger
- Gerhard Domagk (1895–1964), Nobelpreis für Medizin 1939/1947
- Johannes Stark (1874–1957), Nobelpreis für Physik 1919

## Hochschullehrer
→ Siehe: Hochschullehrer der Universität Greifswald (ca. 1000 Einträge)

### Mathematisch-Naturwissenschaftliche Fakultät
- Felix Hausdorff, Fraktale Mathematik
- Werner Rothmaler, Pflanzensystematik
- Serge von Bubnoff, Geologie
- Kurt Ruchholz, Geologie
- Günter Möbus, Geologie
- Hans Beyer, Organische Chemie
- Ehrenfried Bulka, Organische Chemie
- Michael Succow, Geobotanik, Träger Right Livelihood Award (1997)
- Friedrich Loeffler, Virologie
- Michael Hecker, Mikro- und Molekularbiologe

## Ehemalige Studenten

### Politik und Gesellschaft

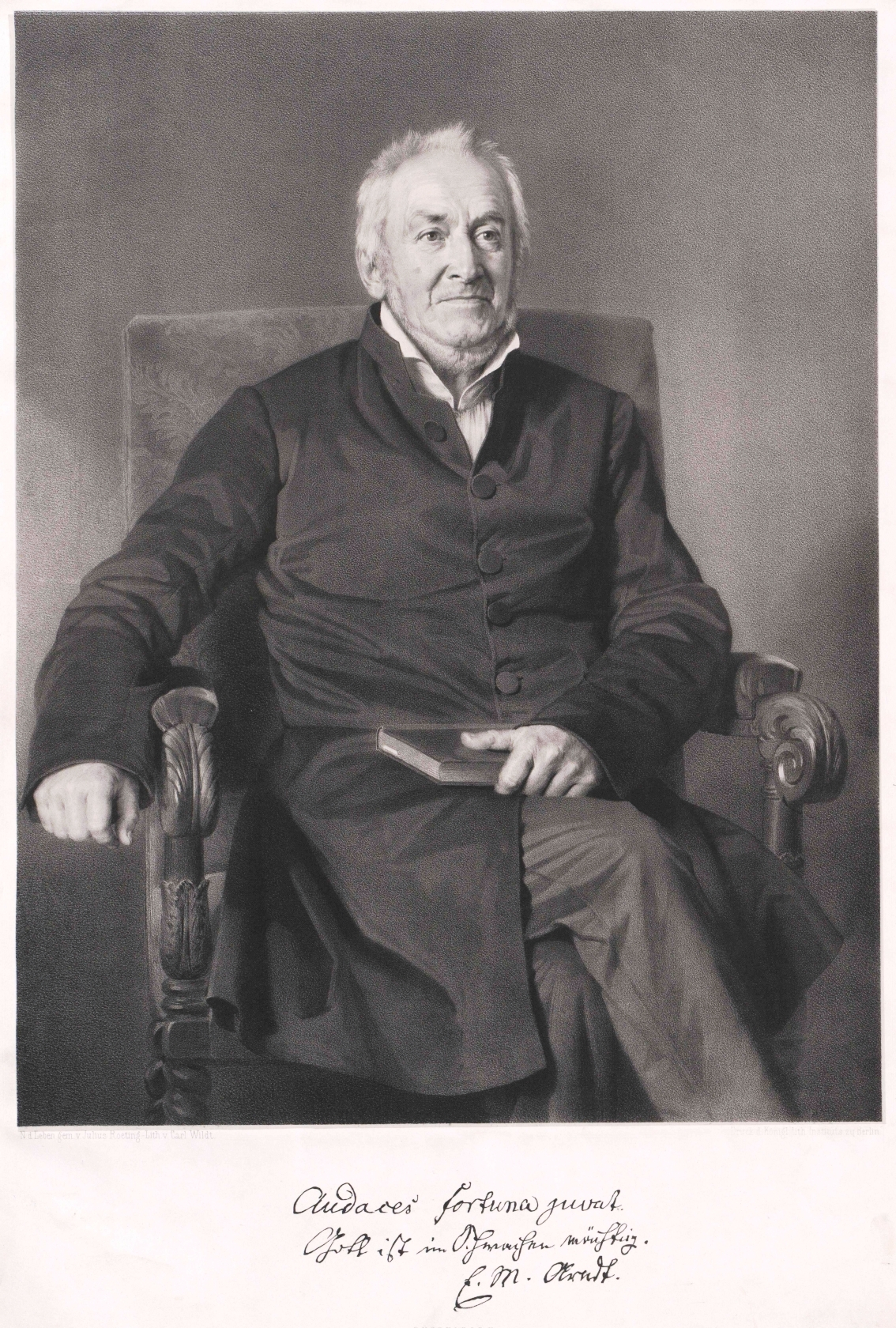
Ernst Moritz Arndt (1769–1860), Publizist und Politiker

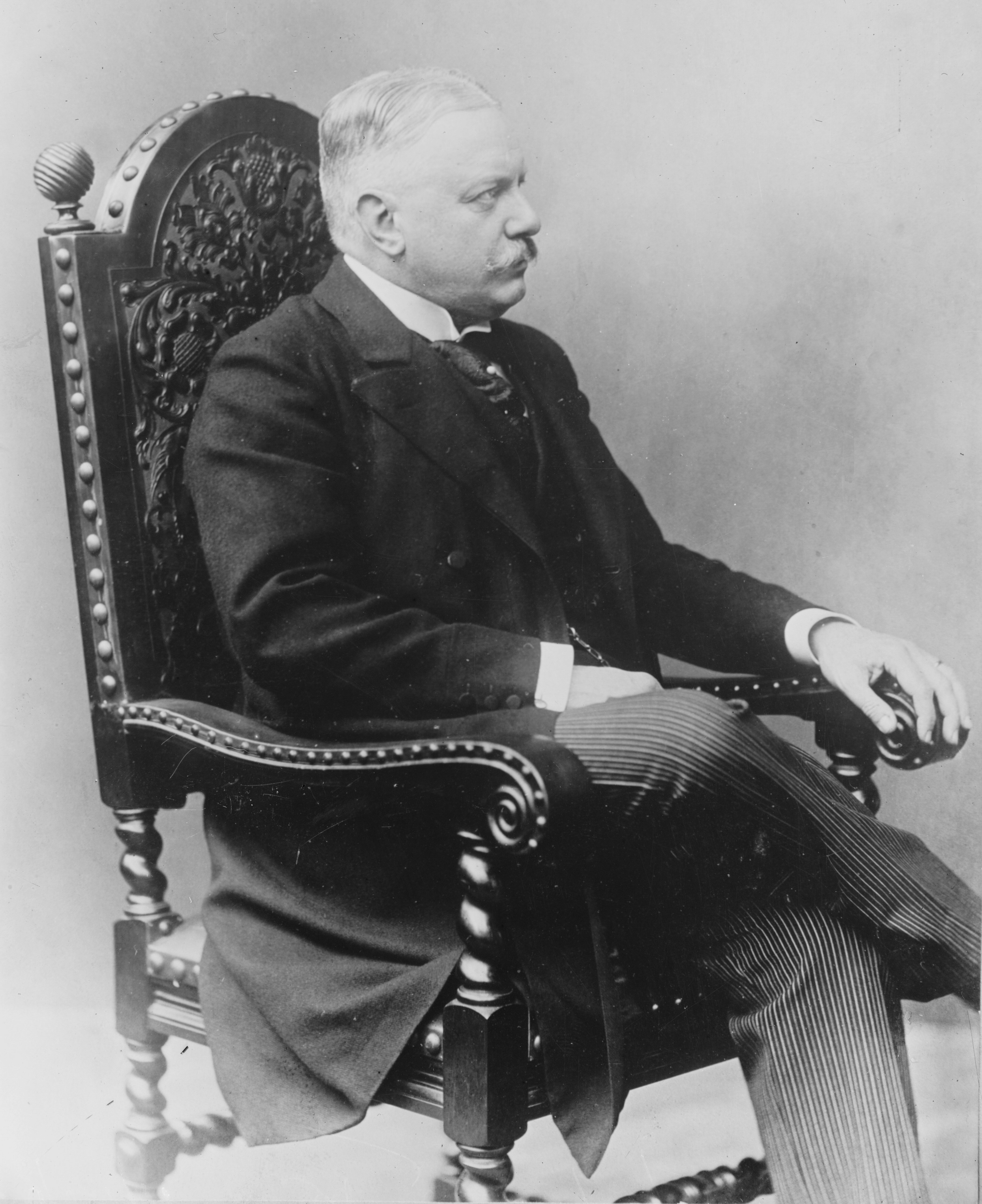
Fürst Bernhard von Bülow (1849–1929), Kanzler des Deutschen Kaiserreichs von 1900 bis 1909

- Philipp Amthor, Bundestagsabgeordneter
- Ernst Moritz Arndt, Schriftsteller, Revolutionär und Abgeordneter der Frankfurter Nationalversammlung
- Friedrich Detlov Gustav von Averdieck, preußischer Beamter
- Bruno Benthien, DDR-Minister
- Hans Bentzien, DDR-Minister
- Georg Beseler, Mitglied des Preußischen Herrenhauses
- Otto von Bismarck, Reichskanzler
- Ehrenfried Oskar Boege, General der Infanterie, Träger des Eichenlaub zum Ritterkreuz
- Joachim von Bonin, Mitglied des Preußischen Abgeordnetenhauses
- Bernhard von Bülow, Reichskanzler
- Adolf Flecken, Mitglied des Landtages NRW
- Hans Freyer, Vertreter der Konservativen Revolution
- Albrecht Giese, Hansekaufmann
- Alfred Gomolka, Ministerpräsident, Mitglied des Europäischen Parlaments
- Otto Haußleiter, Staatswissenschaftler und Verwaltungsbeamter
- Ernst Hilzheimer, Mitbegründer der LDPD in Mecklenburg, Ehrenbürger der Hansestadt Rostock.
- Andreas von Ihlenfeld, Offizier im 30-Jährigen Krieg
- Erhard Kiehnbaum, Marx-Engels-Forscher, Diplom-Philosoph
- Arthur König, Oberbürgermeister von Greifswald von 2001 bis 2015
- Georg Kuhlmann, religiöser Sozialist, Konfident
- Gerhard Krüger, NS-Funktionär, Führer der Deutschen Studentenschaft
- Erik von Malottki, Bundestagsabgeordneter
- Erich Mix, Politiker und Mitglied des Hessischen Landtags
- Julius Moses, Reichstagsabgeordneter
- Karsten Neumann, Landesdatenschutzbeauftragter Mecklenburg-Vorpommerns
- Christian Pegel, Minister für Energie, Infrastruktur und Digitalisierung Mecklenburg-Vorpommern
- Sebastian Pflugbeil, DDR-Minister
- Heike Polzin, Mitglied des Landtages, Finanzministerin des Landes Mecklenburg-Vorpommern
- Sebastian Ratjen, Zahnarzt und Mitglied des Landtags
- Peter Ritter, Mitglied des Landtages
- Ute Schildt, Mitglied des Landtages
- Beate Schlupp, Mitglied des Landtages
- Franz Seldte, NSDAP-Politiker und Reichsarbeitsminister
- Wilhelm Steputat, Politiker und Reichstagsabgeordneter seit 1913
- Guido von Usedom, Preußischer Diplomat
- Otto Wenzel, Journalist, Genossenschaftsdirektor, Gründungsmitglied des Reichsverband der Deutschen Presse
- Leo Wohleb, Staatspräsident des ehemaligen deutschen Bundeslandes Baden

### Wissenschaft und Kultur

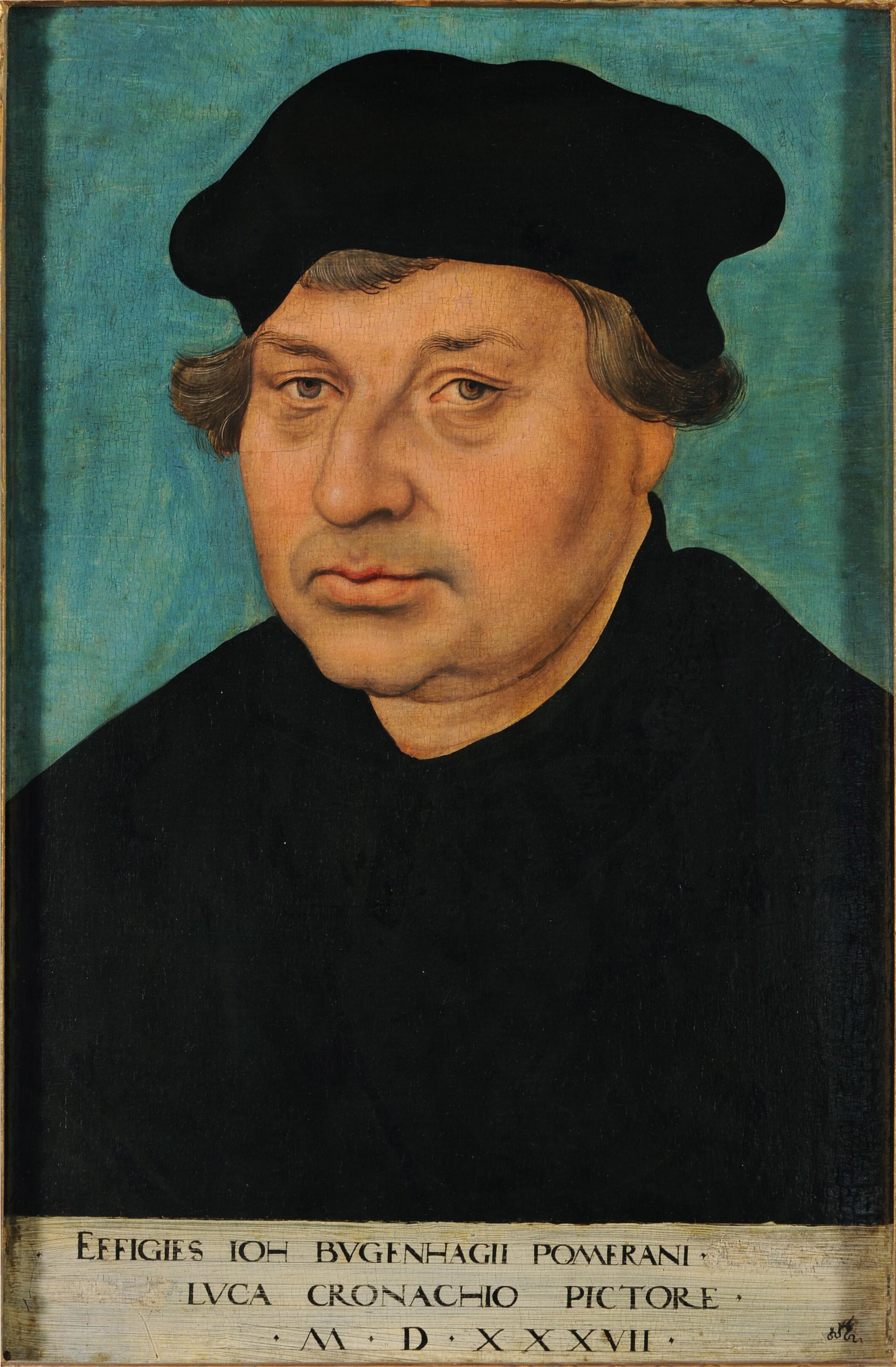
Johannes Bugenhagen, porträtiert von Lucas Cranach d. Ä.

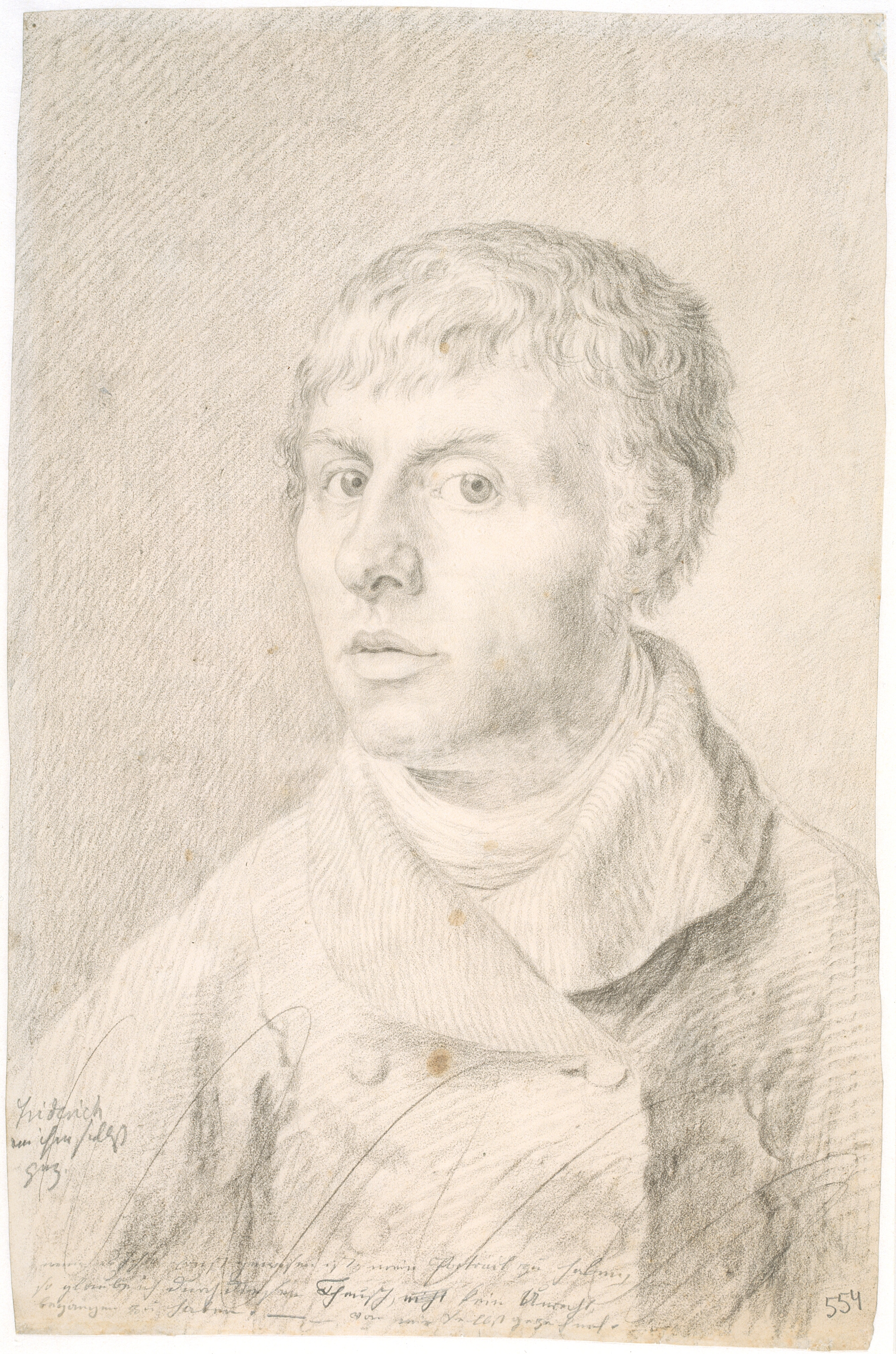
Frühes Selbstporträt des Malers Caspar David Friedrich (1774–1840), der vom Greifswalder Universitätsbau- und Zeichenmeister Johann Gottfried Quistorp seinen ersten Zeichenunterricht erhielt.

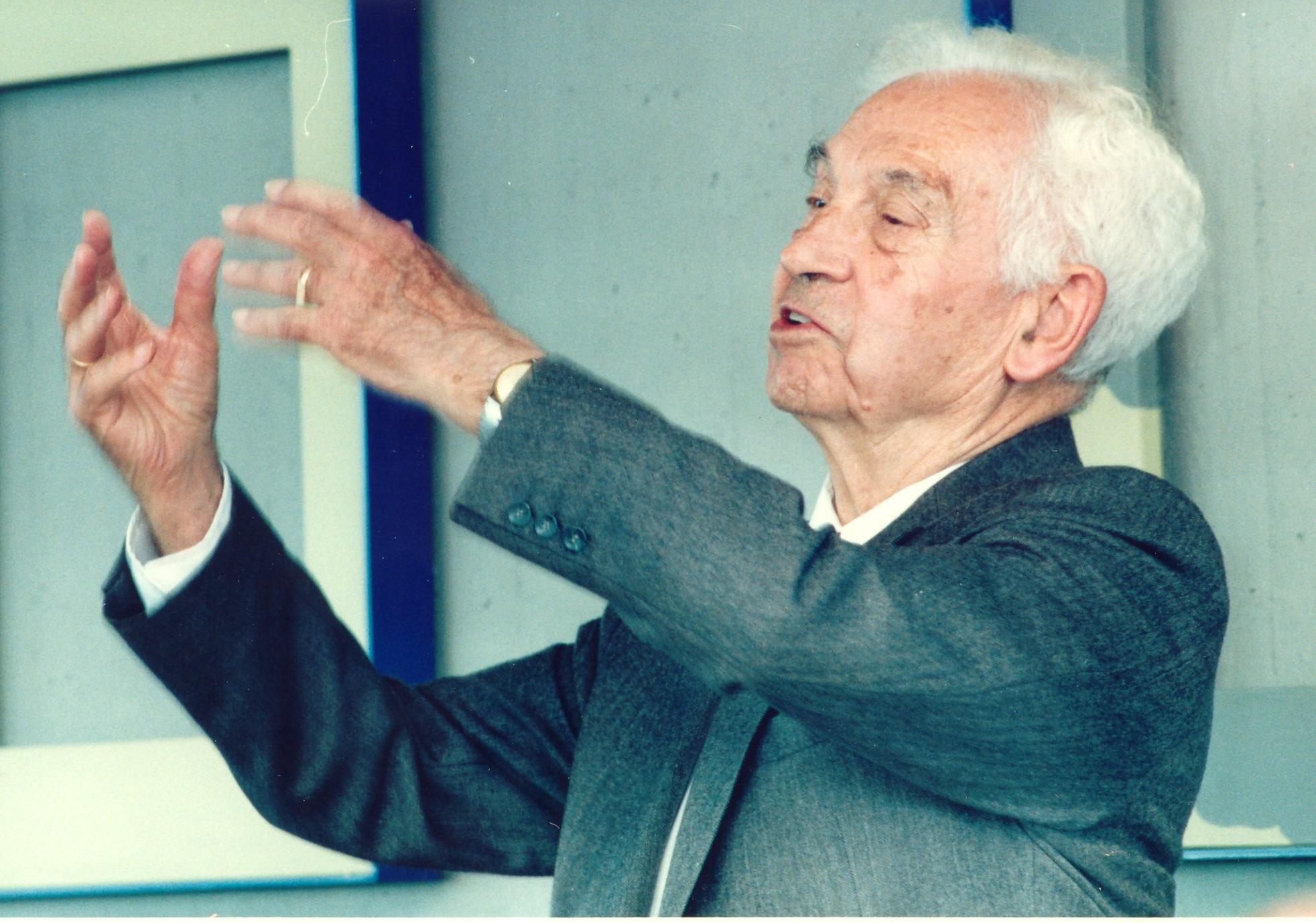
Ernst Mayr (1904–2005) zählt zu den einflussreichsten Naturforschern des 20. Jahrhunderts.

- Anna Christina Ehrenfried von Balthasar (1737–1808), Baccalaurea der Künste und der Philosophie
- Herbert Bellmer, Pädagoge und Schriftsteller
- Hermann Wolfgang Beyer, Theologe und Archäologe
- Theodor Billroth, bedeutender Chirurg
- Hermann Bonnus, Reformator und Superintendent von Lübeck
- Willy Bostelmann, Mediziner und Hochschullehrer
- Hellmut J.F. Bredereck, deutscher Chemiker und Stifter
- Gerrit Brösel, deutscher Hochschullehrer, Autor des Bestsellers "Wöhe"
- Johannes Bugenhagen, bedeutender Reformator und Vertrauter Martin Luthers
- Hans Bunge, Germanistik, Kunstwissenschaften, Theatergeschichte
- Alfred Busse, evangelischer Theologe und Militärgeistlicher
- Joachim Christian Coch († 1713), Rechtsgelehrter in Schwedisch-Pommern und Richter am Wismarer Tribunal
- Arnold Dannenmann, Gründer sowie langjähriger Präsident des Christlichen Jugenddorfwerk Deutschlands (CJD)
- Johann Friedrich Dieffenbach, Mediziner und Chirurg
- Hans Jürgen Eggers, Prähistoriker
- Caspar David Friedrich, Maler
- Andreas Habichhorst, Theologe
- Otto Hintze, Historiker und Geschichtsprofessor, bedeutender Sozialhistoriker
- Ulrich von Hutten, Humanist und Reichsritter
- Kurt Ihlenfeld, Pfarrer und Schriftsteller
- Friedrich Ludwig Jahn, Pädagoge und Gymnast
- Nils Jörn, Hansehistoriker
- Wladislaw Klimaszewski, Arzt und Schriftsteller
- Alexander Koenig, Biologie
- Ludwig Gotthard Kosegarten, Pfarrer, Professor und Dichter
- Ferdinand Krüger, westfälischer Mundartdichter (plattdeutsch)
- Klaus Lankheit, Professor für Kunstgeschichte, bedeutender Kenner Franz Marcs
- Widukind Lenz, Humangenetiker
- Bengt Lidner, schwedischer Schriftsteller
- Hermann Löns, Dichter
- Andreas von Maltzahn, Theologe, mecklenburgischer Landesbischof
- Oskar Manigk, Maler
- Ernst Mayr, Zoologe und Evolutionstheoretiker
- Otto Gottlieb Mohnike, Arzt
- Gottlieb Mohnike, Theologe, Übersetzer, Philologe und Begründer der Skandinavistik
- Gabriele Mucchi, italienischer Maler
- Joachim Daniel Andreas Müller, schwedischer Gartenbaulehrer und Schriftsteller
- Gustav Nachtigal, Afrikaforscher
- Felix Oberländer, Professor an der TU Dresden, Begründer der modernen Urologie.
- Carl Pauli, bedeutender Forscher der etruskischen Sprache
- Christiern Pedersen, dänischer Humanist und Schriftsteller
- Jacques Perl, deutscher Chemiker und Unternehmer
- Christoph Redecker (1652–1704), deutscher Rechtswissenschaftler, Hochschullehrer und Bürgermeister von Rostock
- Mike Reich, Paläontologe und Zoologe, Direktor des Naturhistorischen Museum Braunschweig
- Lampert Hinrich Röhl (1724–1790), Mathematiker und Astronom
- David Runge, Theologe
- Ludwik Rydygier, westpreußisch-polnischer Chirurg
- Daniel Schlauch, Synchronsprecher
- Roderich Schmidt, Historiker
- Johannes Schmidt-Wodder, Politiker und Vertreter der deutschen Minderheit in Dänemark
- Walter Serner, Essayist, Schriftsteller und Dadaist
- Georg Stiernhielm, „Vater der schwedischen Dichtkunst“
- August Thienemann, Zoologe und Ökologe
- Werner Tübke, Maler und Grafiker
- Ernst Wilm, Pfarrer und Kirchenführer
- Ulrich Wutzke, Geologe
- Gustav Wyneken, Reformpädagoge
- Thorsten Zwinger, Maler
- Karl Wellnitz, Mathematiker
- Bruno Satori-Neumann, Theaterwissenschaftler
- Georg Zivier, Schriftsteller und Journalist

## Ehrendoktoren
→ Siehe: Ehrendoktoren der Universität Greifswald (ca. 120 Einträge)

### Theologische Fakultät
- 1599 Bartholomäus Battus (1571–1637), Theologe
- 1824 Gottlieb Mohnike (1781–1841), Theologe und Begründer der Skandinavistik
- 1917 Johannes Luther (1861–1954), Bibliothekar und Lutherforscher
- 1928 Ulrich Hildebrandt (1870–1940), Kirchenmusiker
- 1989 Manfred Stolpe (1936–2019), Ministerpräsident und Bundesminister a. D.
- 1990 Roderich Schmidt (1925–2011), Historiker
- 2001 Eberhard Jüngel (1934–2021), Systematischer Theologe
- 2004 Erich Gräßer (1927–2017), Neutestamentler
- 2006 William Wolff (1927–2020), deutsch-britischer Journalist und Landesrabbiner
- 2006 Piotr Gaś (* 1959), Theologe[1][2]
- 2016 Antje Jackelén (* 1955), Theologin[1]

### Rechts- und Staatswissenschaftliche Fakultät
- Jacques Delors, ehem. Präsident der Europäischen Kommission
- Thomas Heinrich Gadebusch, Staatsrechtler und Historiker
- Hans-Heinrich Jescheck, Strafrechtler
- Rudolf Mellinghoff, Richter
- Kjell Åke Modéer, Rechtshistoriker

### Medizinische Fakultät
- Horst Frunder, Biochemiker
- Hans-Klaus Zinser, Biochemiker
- Hannelore Kohl, ehem. Präsidentin des Kuratoriums ZNS
- Bengt Scherstén, Community Medicine
- Gert Riethmüller, Immunologe
- Hans-Joachim Lindemann, Gynäkologe
- Jürgen van de Loo, Internist
- Dietrich Niethammer, Kinderarzt
- Jürgen Radomski, Siemens-Vorstand
- Franziskus Joel, Pharmakologe

### Philosophische Fakultät
- Hildegard Emmel, Germanistin

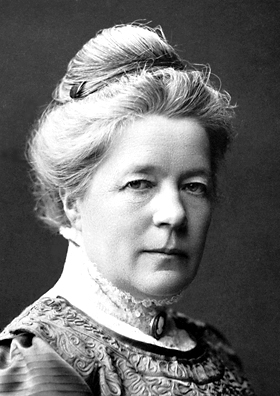
Selma Lagerlöf, schwedische Schriftstellerin

- Wilhelm Friese, Skandinavist, Sprach- und Literaturwissenschaftler
- Lea Grundig (1972), deutsche Malerin und Grafikerin
- Börge Kruse Houmann (1981), dänischer Schriftsteller
- Terho Itkonen, Fennist
- Matti Klinge, Historiker
- Wolfgang Koeppen, Schriftsteller
- Selma Lagerlöf (1928), schwedische Schriftstellerin
- Erik Lönnroth, schwedischer Historiker
- Martin Andersen Nexö (1949), dänischer Schriftsteller
- Paul Oestreich (1948), deutscher Reformpädagoge
- Günther Petersen, Journalist
- Helmhold Schneider, Unternehmer
- Kustaa Vilkuna (1968), finnischer Ethnologe
- Ehm Welk (1956), deutscher Schriftsteller
- Theodore Ziolkowski, Germanist

### Mathematisch-Naturwissenschaftliche Fakultät
- Dieter Behrens, Chemiker
- Günter Ecker, Plasmaphysiker
- Klaus Pinkau, Plasmaphysiker
- Volker Storch, Zoologe
- Bernhard Klausnitzer, Entomologe

## Akademische Buchdrucker
- Hieronymus Johann Struck, akademischer Buchdrucker von 1739 bis 1759

## Unzugeordnet
- Calixt III. (Papst), stimmte der Gründung mit päpstlicher Bulle zu
- Dirk Alvermann, Historiker und Archivar
- Ziad Jarrah, mutmaßlicher Beteiligter an den Anschlägen des 11. September 2001